# Meikel Engelmann

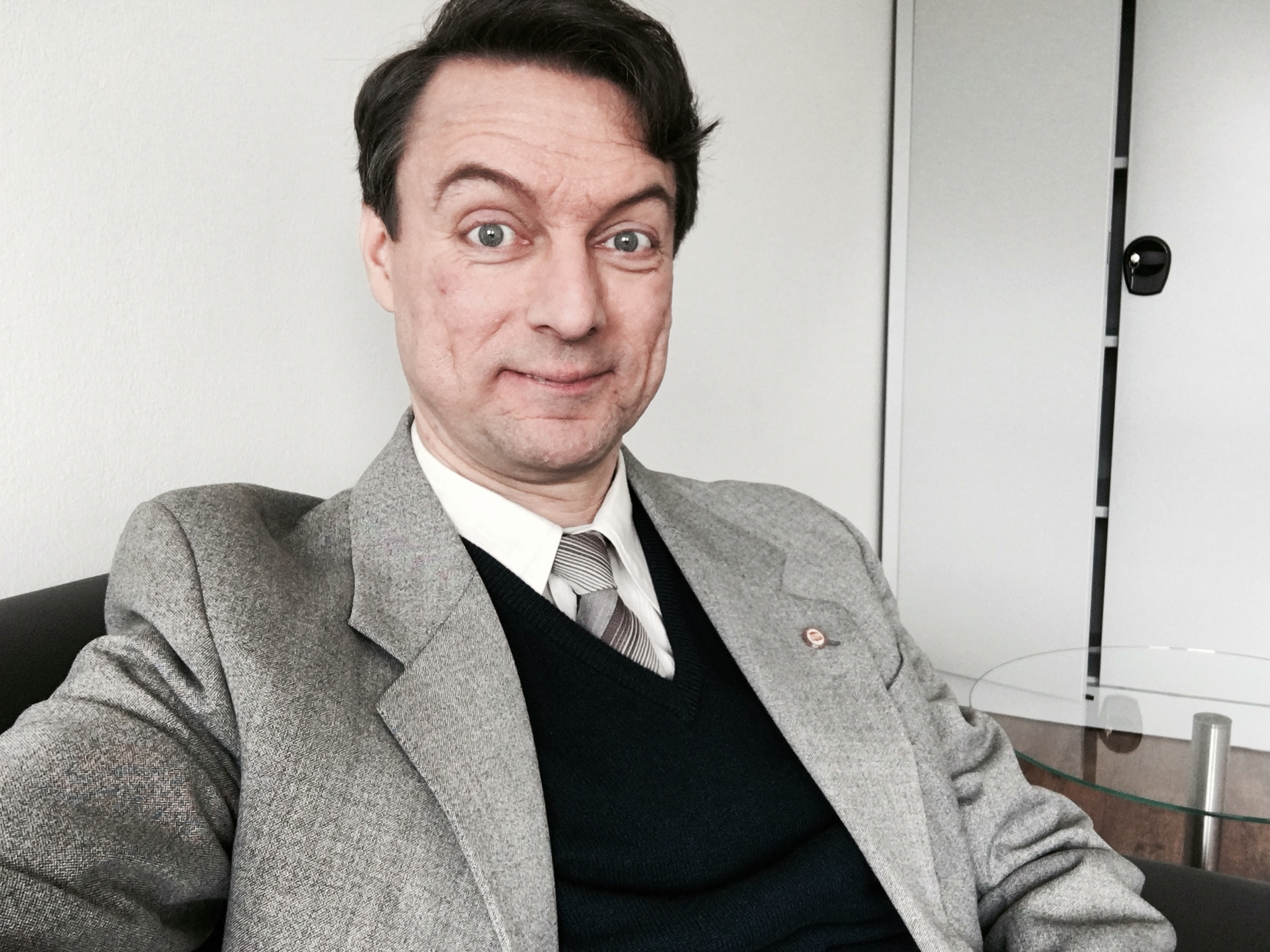
Meikel Engelmann

Meikel Engelmann (* 7. April 1969 in Gera als Mike Engelmann) ist ein deutscher Filmschauspieler.
Meikel Engelmann wurde 1992 bis 1994 am Artemis Schauspielstudio in München ausgebildet. Er wurde dann als Kabarettist tätig. Ab den 2000er Jahren kamen Angebote in Film und Fernsehen. So spielte er 2015 Adolf Hitler im Fernsehfilm Luis Trenker – Der schmale Grat der Wahrheit und den Fotografen in Elser – Er hätte die Welt verändert sowie zahlreiche Nebenrollen in verschiedenen Produktionen.

## Filmografie (Auswahl)
- 2006: Rettet die Weihnachtsgans
- 2006, 2010: Welt der Wunder (Fernsehsendung, 2 Folgen)
- 2008: Kommissarin Lucas – Wut im Bauch
- 2014: Polizeiruf 110: Smoke on the Water
- 2015: Elser – Er hätte die Welt verändert
- 2015: Luis Trenker – Der schmale Grat der Wahrheit
- 2015: Weihnachts-Männer
- 2016: München Mord: Kein Mensch, kein Problem
- 2016: Verrückt nach Fixi
- 2016–2020: Aktenzeichen XY … ungelöst (Fernsehsendung, 3 Folgen)
- 2017: Bullyparade – Der Film
- 2020: Tatort: Lass den Mond am Himmel stehn
- 2021: Caveman